# Hedgehope
Hedgehope est une localité dans le centre de la région du Southland, située dans l’Île du Sud de la Nouvelle-Zélande .

## Situation
La ville est située dans les collines de Hokonui (en).

## Municipalités limitrophes
La grande ville la plus proche est ,située à 25 km au sud-ouest .
La route State Highway 96/SH 96 (en) passe à travers la ville d’Hedgehope lors de son trajet entre la localité de Springhills et celle de Glencoe.

## Toponymie
Hedgehope est renommée pour la proximité du « Mont Hedgehope » s'élevant à 714 mètres. Le géomètre John Turnbull Thomson nomma la montagne d’après le second plus haut pic de la chaîne de Monts Cheviot dans son Northumberland natal 

## Transports
Hedgehope était autrefois le terminus de la ligne de chemin de fer de la branche de hedgehope (en). Le 17 juillet 1899, un embranchement divergeant de la branche de Kingston (en) au niveau de la ville de Winton fut ouverte au niveau de la ville de Hedgehope et desservit la ville pendant un demi-siècle. Du fait de la faible demande, les passagers durent toujours voyager dans des wagons attachés à des services de fret, qui étaient connus sous le nom de trains mixtes (en).
L’augmentation progressive des possesseurs d’automobiles privées dans les années 1920 fit que la quantité de passagers glissa au-dessous du niveau nécessaire même pour un train mixte, et en conséquence les réservations pour les passagers furent annulées à partir du 9 février 1931. La quantité de fret elle aussi déclina régulièrement, et, au début des années 1950, la décision fut prise de fermer plus de la moitié de la branche. Le 24 décembre 1953, l’embranchement fut tronqué au niveau de la ville de Browns, et le service du rail au niveau de la ville de Hedgehope fut complètement arrêté.  
Aujourd’hui, il ne reste que peu d’éléments d’évidence de l’existence du chemin de fer, à part quelques restes du ballast.